# Weibull-verdeling
In de kansrekening en de statistiek is de weibull-verdeling, genoemd naar Waloddi Weibull, een continue kansverdeling waarvan de kansdichtheid voor {\displaystyle x\geq 0} wordt gedefinieerd door
{\displaystyle f(x;\lambda ,k)={\tfrac {k}{\lambda }}\left({\tfrac {x}{\lambda }}\right)^{k-1}e^{-(x/\lambda )^{k}}}
Daarin is {\displaystyle k>0} de vormparameter en {\displaystyle \lambda >0} de schaalparameter van de verdeling.
De verdelingsfunctie wordt voor {\displaystyle x\geq 0} gegeven door
{\displaystyle F(x;\lambda ,k)=1-e^{-(x/\lambda )^{k}}}
Weibull-verdelingen worden vaak gebruikt als een verdeling voor de levensduur. De tijd kan er mee worden gemodelleerd tot een gegeven technisch apparaat uitvalt. Als de gemiddelde tijd tussen storingen, de mean time between failures van het toestel in de tijd constant is, kiest men {\displaystyle k=1}. De weibull-verdeling met {\displaystyle k=1} heeft een afnemende kansdichtheid en is een exponentiële verdeling. Wanneer de uitvalsnelheid van het toestel in de tijd afneemt, kiest men {\displaystyle k<1}, wat opnieuw resulteert in een afnemende dichtheid. Als de uitvalsnelheid toeneemt in de tijd, kiest men {\displaystyle k>1}, zodat de kansdichtheid {\displaystyle f} eerst naar een maximum stijgt en daarna steeds afneemt. Fabrikanten zullen vaak de vorm- en schaalparameters meegeven voor de verdeling van de levensduur van een specifiek toestel. De weibull-verdeling kan ook worden gebruikt om de verdeling van de windsnelheden op een bepaalde plaats op aarde te modelleren. Iedere locatie wordt opnieuw gekarakteriseerd door de vorm- en schaalparameter.

## Eigenschappen
Het {\displaystyle n}-de moment van de verdeling wordt gegeven door:
{\displaystyle m_{n}=\lambda ^{n}\Gamma (1+n/k)}
Daarin is {\displaystyle \Gamma } de gammafunctie.
De verwachtingswaarde en de variantie van een Weibull-verdeelde toevalsvariabele {\displaystyle X} kunnen worden uitgedrukt als:
{\displaystyle {\textrm {E}}(X)=\lambda \Gamma (1+1/k)}
en
{\displaystyle {\textrm {var}}(X)=\lambda ^{2}[\Gamma (1+2/k)-\Gamma ^{2}(1+1/k)]}
De scheefheid wordt gegeven door:
{\displaystyle \gamma _{1}={\frac {\Gamma \left(1+{\frac {3}{k}}\right)\lambda ^{3}-3\mu \sigma ^{2}-\mu ^{3}}{\sigma ^{3}}}}
De kurtosis is gegeven door:
{\displaystyle \gamma _{2}={\frac {-6\Gamma _{1}^{4}+12\Gamma _{1}^{2}\Gamma _{2}-3\Gamma _{2}^{2}-4\Gamma _{1}\Gamma _{3}+\Gamma _{4}}{[\Gamma _{2}-\Gamma _{1}^{2}]^{2}}}}
waar {\displaystyle \Gamma _{i}=\Gamma (1+i/k)}. De kurtosis kan ook worden geschreven als:
{\displaystyle \gamma _{2}={\frac {\lambda ^{4}\Gamma \left(1+{\frac {4}{k}}\right)-3\sigma ^{4}-4\gamma _{1}\sigma ^{3}\mu -6\sigma ^{2}\mu ^{2}-\mu ^{4}}{\sigma ^{4}}}}

## Generatie van Weibull-verdeelde toevalsgrootheden
Gegeven een toevalsgetal {\displaystyle U} getrokken uit een uniforme verdeling in het interval {\displaystyle (0,1]}, dan heeft de grootheid
{\displaystyle X=\lambda (-\ln(U))^{1/k}}
een weibull-verdeling met parameters {\displaystyle k} en {\displaystyle \lambda }. Dit volgt uit de vorm van de verdelingsfunctie.

## Verwante verdelingen
- De exponentiële verdeling is een weibull-verdeling met vormparameter {\displaystyle k=1}.
- De Rayleighverdeling is een weibull-verdeling met vormparameter {\displaystyle k=2}.

## Toepassing
De weibull-verdeling geeft de verdeling van de levensduur van voorwerpen. Ze wordt ook gebruikt in de analyse van systemen met een zwakste schakel. De weibull-verdeling wordt vaak gebruikt in plaats van de normale verdeling omwille van het feit dat een weibull-verdeelde toevalsvariabele door inversie kan worden gegenereerd, terwijl normale toevalsvariabelen typisch met een complexere transformatie worden gegenereerd, waarvoor twee uniform verdeelde toevalsvariabelen nodig zijn. Weibull-verdelingen kunnen ook gebruikt worden om fabricage- en leveringstijden mee te modelleren.

## Websites
- Statistical Distributions - Weibull Distribution - Overview and Examples
- Weibull plot. gearchiveerd
- WeibPar - Weibull Distribution Parameter Estimation